# Walentina Artiemjewa
Walentina Jewgienjewna Artiemjewa,  ros. Валентина Евгеньевна Артемьева   (ur. 8 grudnia 1986 w Nowosybirsku) – rosyjska pływaczka, czterokrotna mistrzyni Europy (basen 25 m).
Specjalizuje się w pływaniu stylem klasycznym. Największym jej sukcesem jest dwukrotnie złoty medal w mistrzostwach Europy na basenie 25-metrowym w Rijece w 2008 roku w wyścigach na 50 i 100 m tym stylem.
Trzy lata później, w Szczecinie również zdobyła dwa złote medale mistrzostw Europy na krótkim basenie.